# Mount Hamilton, Västantarktis
Mount Hamilton är ett berg i Antarktis. Det ligger i Västantarktis. Nya Zeeland gör anspråk på området. Toppen på Mount Hamilton är 1 524 meter över havet.
Terrängen runt Mount Hamilton är kuperad åt nordost, men åt sydväst är den platt. Mount Hamilton är den högsta punkten i trakten. Trakten är obefolkad. Det finns inga samhällen i närheten.